# Ceradocus spinicauda
Ceradocus spinicauda är en kräftdjursart som först beskrevs av Edward Morell Holmes 1908.  Ceradocus spinicauda ingår i släktet Ceradocus och familjen Melitidae. Inga underarter finns listade i Catalogue of Life.